# Leptispa malaisei
Leptispa malaisei es una especie de insecto coleóptero de la familia Chrysomelidae.
Fue descrita científicamente en 1939 por Uhmann.